# Nemzeti dal
A Nemzeti dal Petőfi Sándor legismertebb költeménye, amely az 1848–49-es forradalom és szabadságharc máig ható üzenete és a magyar hazafias költészet kiemelkedő alkotása.

## Jelentősége
„Petőfi politikai költészetében valóban határt jelöl: a küszöböt, melyen át a költői vágy és akarat a cselekvés terére lép ki. A szabadság-rajongás az ő legszemélyesebb lírai tulajdona volt; a cselekvés, melyet belőle következtetni kíván, az egészre vár.” (Horváth János, 455. p.)

## Keletkezése

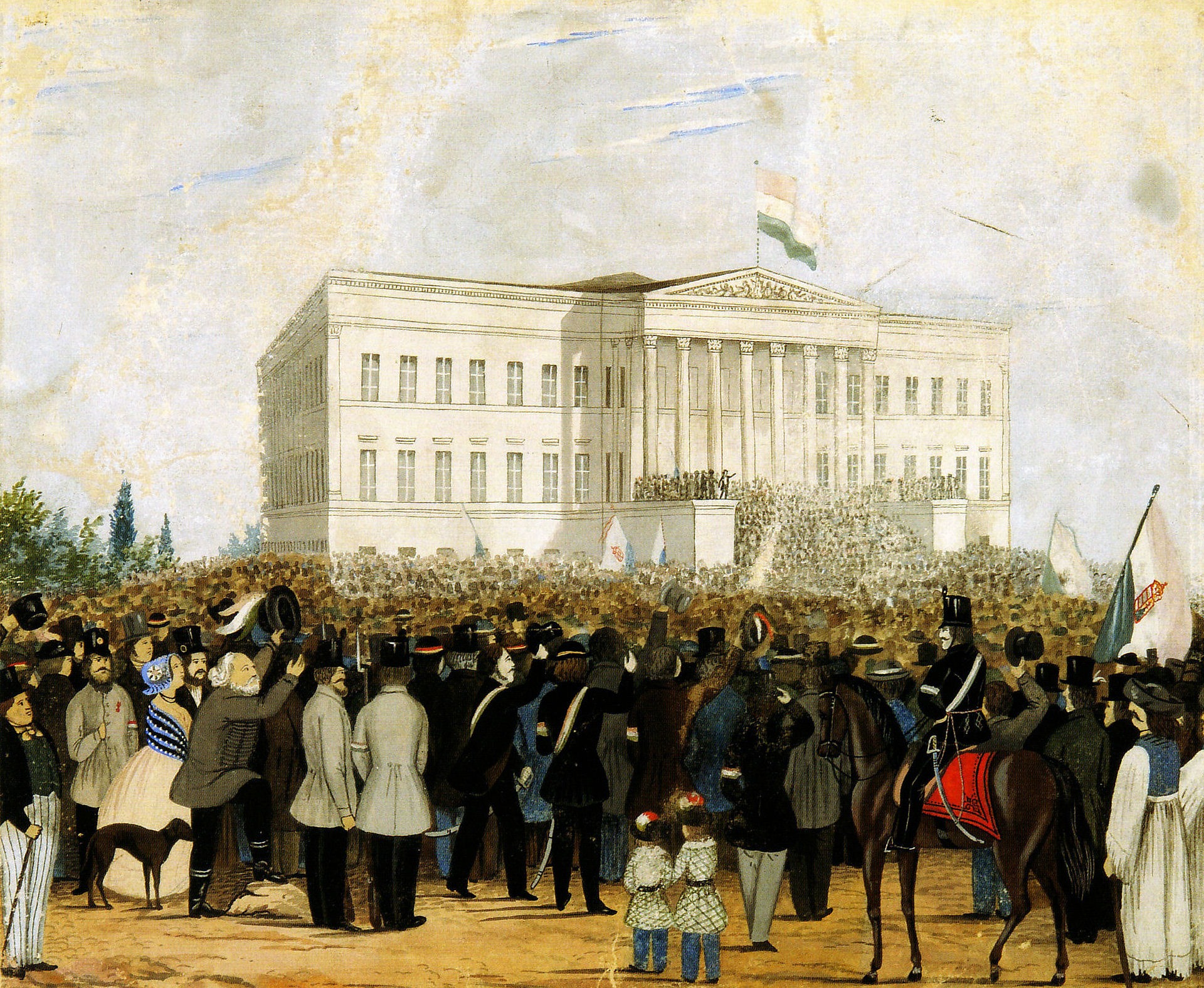
Forradalmi tömeg a Nemzeti Múzeum előtt 1848. március 15-én. Ismeretlen művész akvarellje

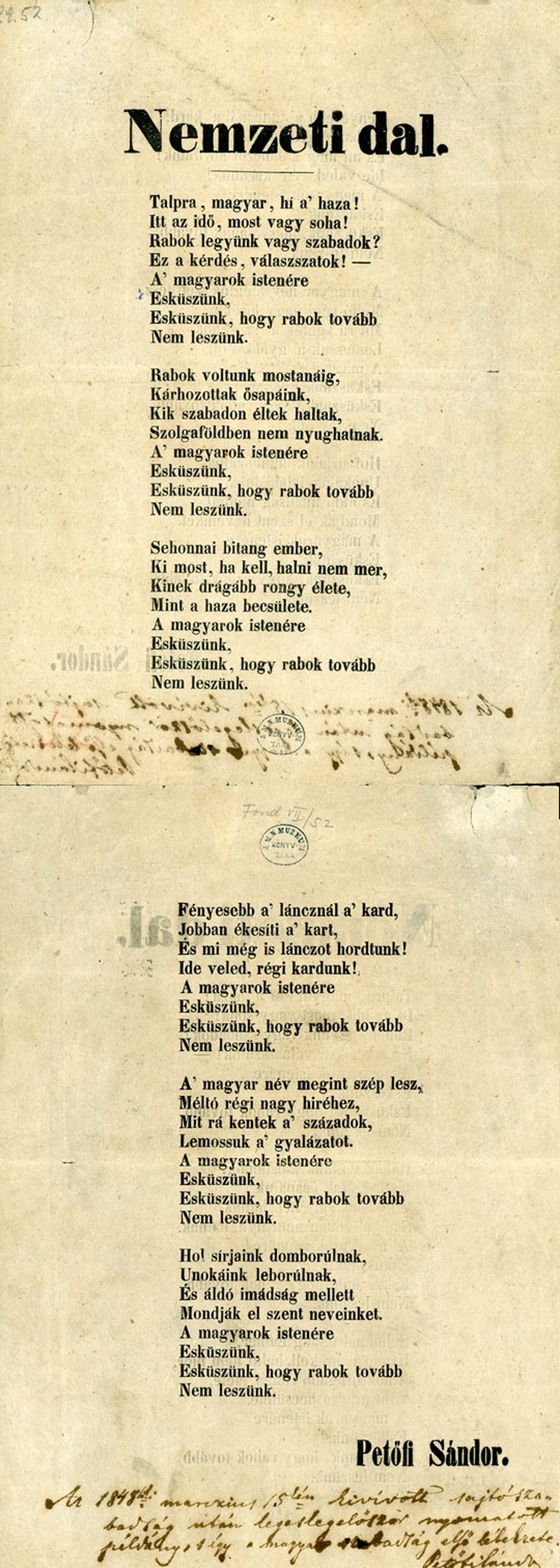
A Nemzeti dal kinyomtatott példánya, amit Petőfi sajátkezűleg dedikált: „Az 1848diki marczius 15kén kivívott sajtószabadság után legeslegelőször nyomtatott példány, s így a magyar szabadság első lélekzete. Petőfi Sándor”

Petőfi a verset 1848. március 13-án, két nappal a forradalom kitörése előtt írta. A vers kezdősora a hagyomány szerint Szikra Ferenc hatására megváltozott: amikor Szikra meglátta az eredeti kezdősort (Rajta magyar, hí a haza!) azt a megjegyzést tette Petőfinek, hogy: „Barátom, elébb talpra kell állítani a magyart, azután rajta!”. Petőfi megfogadta a tanácsot és átírta a sort.
Petőfi a verset eredetileg arra a népgyűlésre szánta, melyet március 19-ére tervezett a pesti ifjúság. A bécsi forradalom hírére azonban felgyorsultak az események. 15-én először Pesten, a Pilvax kávéházban olvasta fel a verset.
A Nemzeti dal a 12 ponttal együtt az első volt, amit a szabad sajtó kinyomtatott az elfoglalt Landerer-nyomdában. (Petőfi egyébként ide elfelejtette magával vinni a kéziratot, ezért emlékezetből diktálta le.) Ezután a versből több ezer példányt osztottak szét a nép között.
A nyomda előtt szavalta el a nép közösen a nemzeti dal eskü szövegét, ahogyan arról a Pesti Hírlap 1848. március 17-i száma megemlékezik. Nem mellesleg a Pesti Hírlapot is itt nyomták, a Hatvani utcában fellelhető Horváth házban, Landerer Lajos kiadótulajdonosnál (ma a Kossuth Lajos utca és a Szép utca sarka az Astoria és a Ferenciek tere között).
A Pesti Hírlap fenti vezércikkében így írja le az eseményt:
„Így született márt. 15-én d.e. 11 ½ órakor a magyar sajtónak törvényes tiszta, censura által meg nem fertőztetett ágyából az első ikerszülött.
Egyik a kívánatoknak tegnapi mellékletünkben is közölt 12 pontja, mely így hangzik:
Mit kíván a magyar nemzet? ...
Az ikertestvér mellett méltólag állott Petőfi Sándor következő lelkes költeménye:
Nemzeti dal. …
Az ezernél számosabb nép fölemelt ujjakkal ismétlé az esküt. – Irinyi József mutatá be szabad ég alatt az elsőszülötteket”
A nyomda előtt történtekről a Pesti Hírlap már 1848. március 16-án beszámolt:
„Az összegyűlt tömeg pedig daczára a sűrün hulló esőnek, példás türelemmel bevárta a censura nélkül kinyomtatott első magyar példányok elkészültét, mi megtörtént d.e. 11/½ órakor. A nyomtatványok idegen ajku polgártársaink iránti tekintetből németül is elkészültek. - Örömmel jegyezzük fel, hogy a 12 ½ óráig tartott csoportozatot legkisebb rendetlenség sem zavará meg.”
A legenda szerint Petőfi a Nemzeti Múzeum lépcsőjén állva elszavalta az egybegyűlt tömegnek a Nemzeti dalt, Petőfi azonban visszaemlékezéseiben nem említi a múzeumot azon helyek közt, ahol elszavalta a verset; itt feltehetőleg beszédet mondott, csak az utókor emlékezetében keletkezett a múzeumlépcsőn szavalás története.

## Műfaja
A Nemzeti dal műfaját tekintve induló, kardal. A szöveg dialógusként jeleníti meg a költőt és a mondataira felelő tömeget az újra és újra visszatérő refrénnel. A párbeszéd jellege annyiban módosul, hogy a megszólító és megszólított nevében egyaránt többes szám első személyű igealakokat használ.
Hangneme, mozgósító felhívása alapján a kiáltványversek sorát is gazdagítja. A Nemzeti dal egy alkalmi vers, egy meghatározott eseményre, alkalomra íródott.

## Témája
A mű tematikailag alapvető ellentéteken épül. A költő a dicső, fényes múltat, a szabadságot (ősapáink, Kik szabadon éltek-haltak, / Szolgaföldben nem nyughatnak) állítja szembe az akkori jelen szégyenteljes rabságával (Rabok voltunk mostanáig, / Kárhozottak). Majd ezt követően utal a jövőre, a feladatra, amely nem más, mint e rablánc lerázása.

## Hatása
- Karinthy Frigyes az Így írtok tiben parodizálta (részlet az 1921-es bővített kiadásból):

Talpra barna kislányt

Tenyeremen vittem,

Rabok legyünk vagy szabadok.

Ez a kérdés itten.

### Megzenésítette
- Tolcsvay László 1973-ban megzenésítette a verset, amit először Koncz Zsuzsával, az Illés és a Fonográf együttessel közösen, a Budapest Sportcsarnokban 1981-ben megtartott „A Koncert” című rendezvényen adtak elő, nagy sikerrel.
- Kálozdy János (A mű kottáját még 1848-ban kiadták, és még évtizedek múltán is a legjobb átiratnak tartotta a közvélemény.)
- Feldinger Frigyes
- Kodály Zoltán
- Egressy Béni
- Halmos László
- Hubay Jenő

## A vers

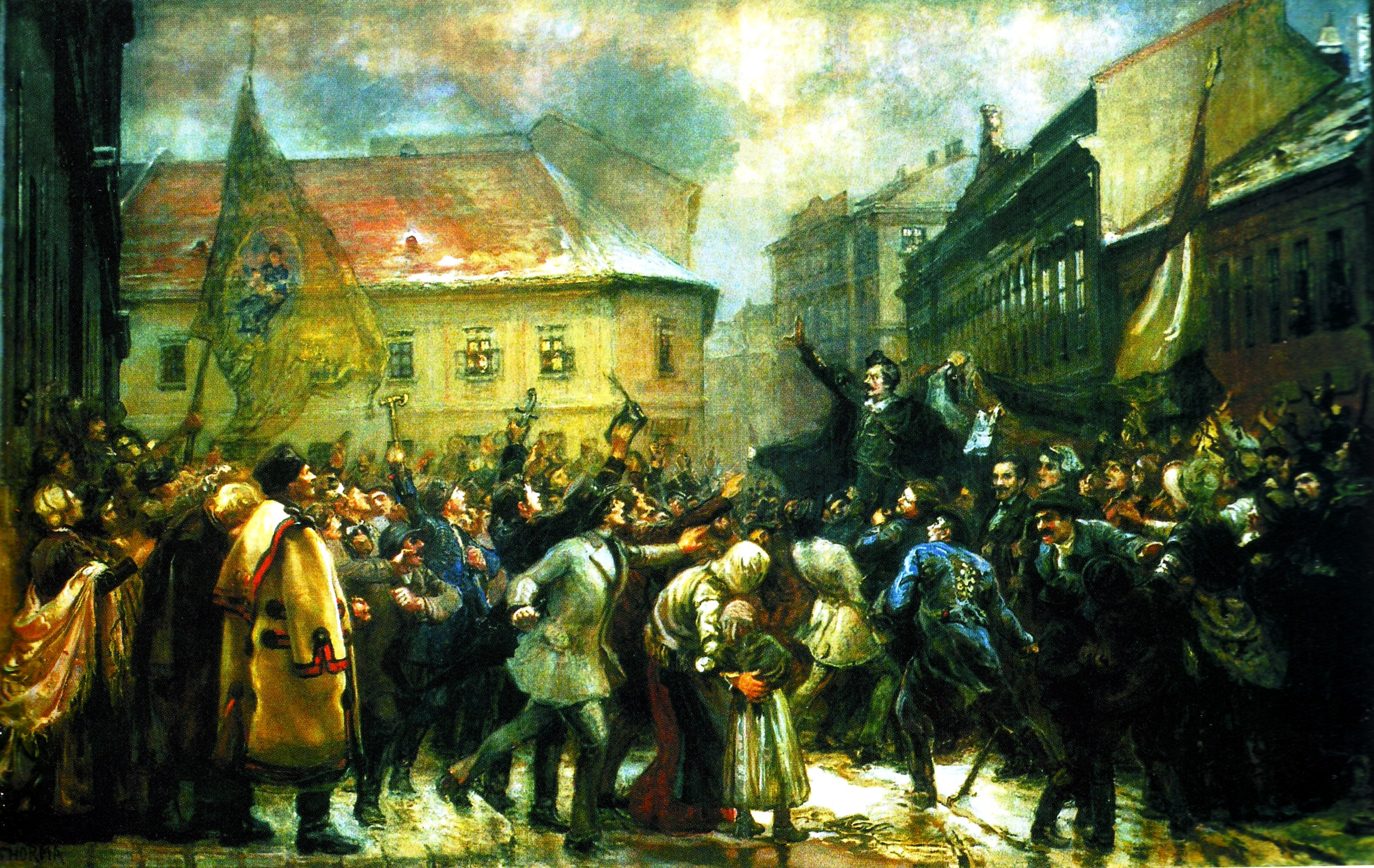
Thorma János Talpra magyar! című festménye

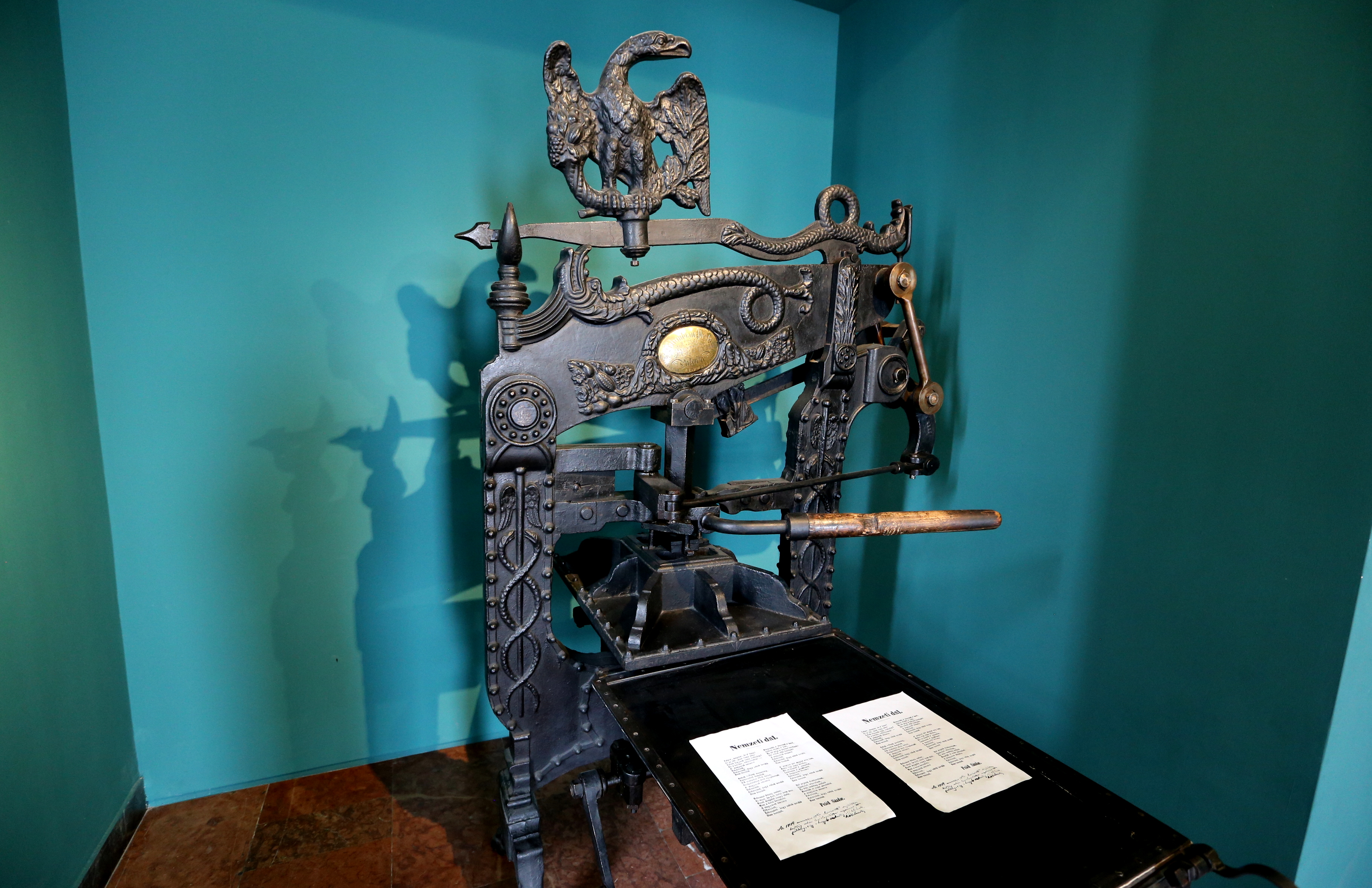
Landerer nyomdagépe

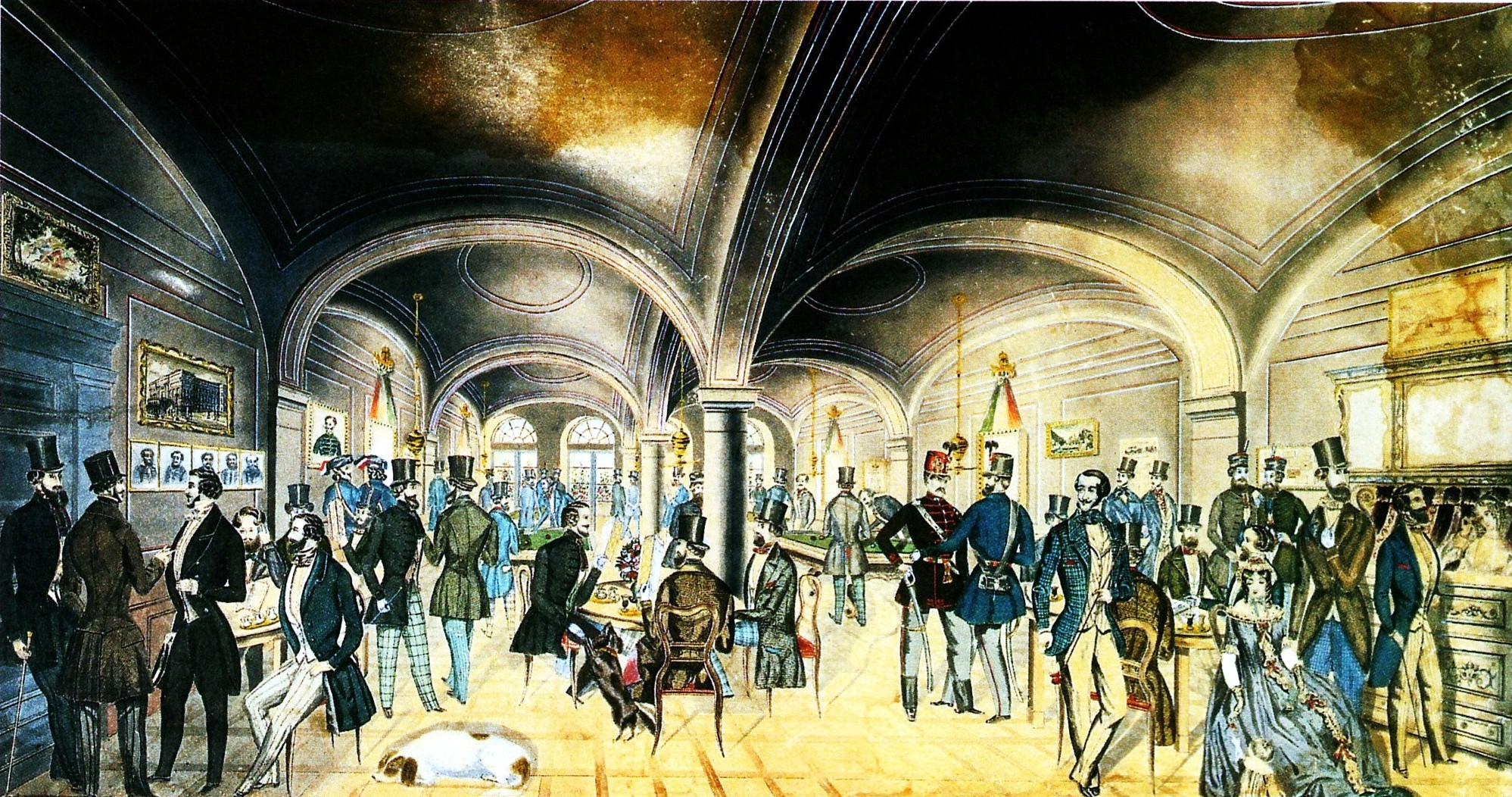
A pesti Pilvax kávéház, ahol 1848. március 15-én Petőfi először olvasta fel a verset. Preiszler József korabeli színezett tollrajza

Petőfi-emlékpadok Alsógödön, a Nemzeti dal idézeteivel

Nemzeti dal

Talpra, magyar, hí a haza!

Itt az idő, most vagy soha!

Rabok legyünk, vagy szabadok?

Ez a kérdés, válasszatok! -

A magyarok istenére

Esküszünk,

Esküszünk, hogy rabok tovább

Nem leszünk!

Rabok voltunk mostanáig,

Kárhozottak ősapáink,

Kik szabadon éltek-haltak,

Szolgaföldben nem nyughatnak.

A magyarok istenére

Esküszünk,

Esküszünk, hogy rabok tovább

Nem leszünk!

Sehonnai bitang ember,

Ki most, ha kell, halni nem mer,

Kinek drágább rongy élete,

Mint a haza becsülete.

A magyarok istenére

Esküszünk,

Esküszünk, hogy rabok tovább

Nem leszünk!

Fényesebb a láncnál a kard,

Jobban ékesíti a kart,

És mi mégis láncot hordtunk!

Ide veled, régi kardunk!

A magyarok istenére

Esküszünk,

Esküszünk, hogy rabok tovább

Nem leszünk!

A magyar név megint szép lesz,

Méltó régi nagy hiréhez;

Mit rákentek a századok,

Lemossuk a gyalázatot!

A magyarok istenére

Esküszünk,

Esküszünk, hogy rabok tovább

Nem leszünk!

Hol sírjaink domborulnak,

Unokáink leborulnak,

És áldó imádság mellett

Mondják el szent neveinket.

A magyarok istenére

Esküszünk,

Esküszünk, hogy rabok tovább

Nem leszünk!
(Pest, 1848. március 13.)